# Локлан
Ло́клан (англ. Lachlan River) — река в центральной части австралийского штата Новый Южный Уэльс, правый приток реки Маррамбиджи.

## География

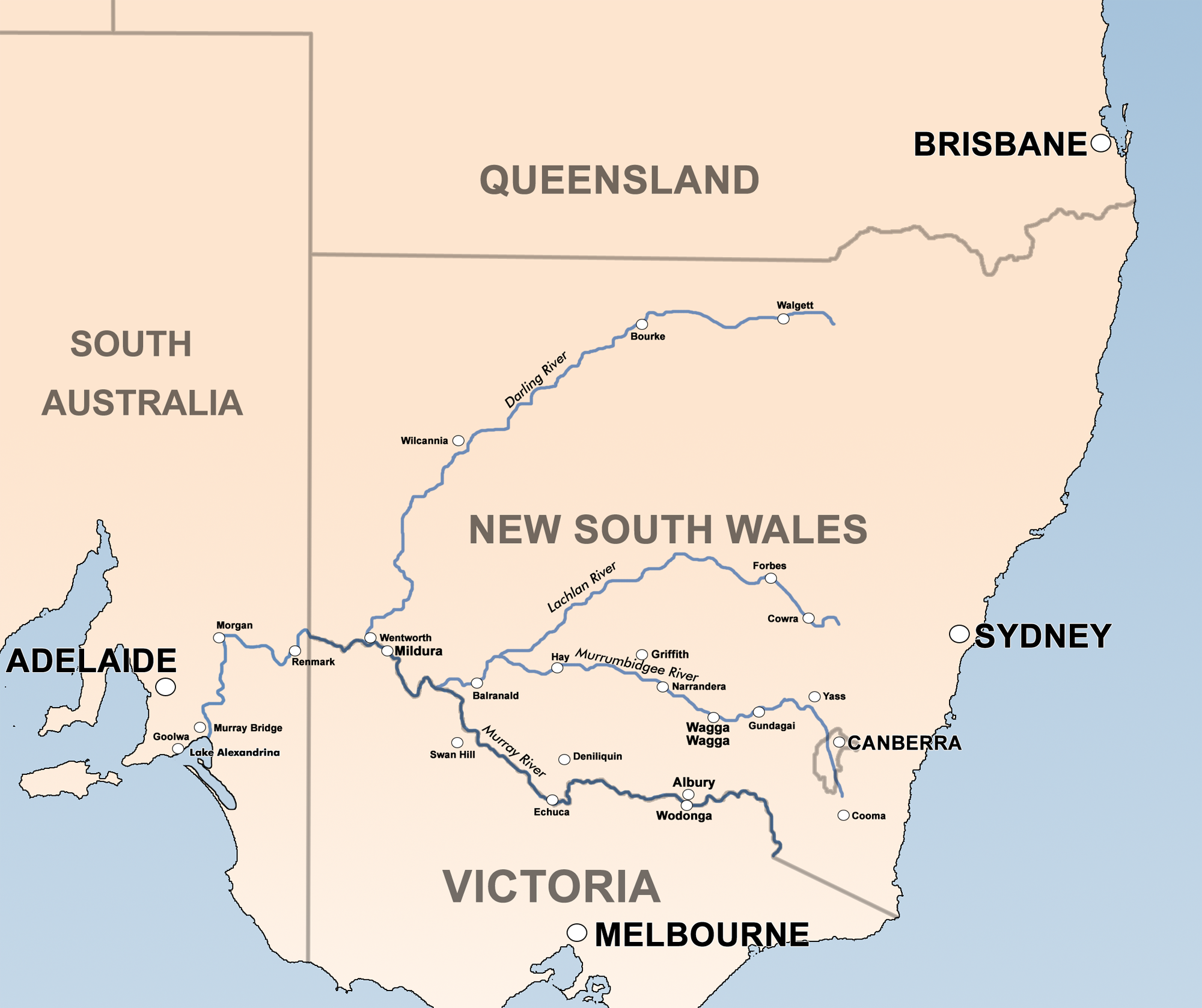
Карта реки

Исток реки Локлан находится на западных склонах Большого Водораздельного хребта в штате Новый Южный Уэльс, примерно в 13 км к востоку от города Ганнинг. Для регулирования водосбора на реке построена плотина Уайангала, кроме того, созданы искусственные водохранилища. В отличие от рек Маррамбиджи и Муррей река Локлан не питается талыми водами, образующимися от таяния снежных равнин. Поэтому водосток реки на протяжении года значительно колеблется, вызывая время от времени сильные наводнения. Весной и летом, когда регистрируется подъём воды, Локлан иногда становится судоходной. Воды реки используются для орошения примыкающих земель.
Река порожиста, в верховьях протекает в долине, но уже ниже — только по равнине. От своего истока река течёт в северо-западном направлении, протекая через города Каура, Форбс, Кондоболин, после чего берёт курс на юго-запад, протекая через населённые пункты Хилстон, Булигал и, в конце концов, впадая в реку Маррамбиджи, примерно в 210 км от места её слияния с рекой Муррей.
Длина Локлана составляет 1339 км, а площадь водосборного бассейна — около 90 891,81 км². Средний расход воды 42 м³/с.

## История и этимология
Местность, по которой протекает река Локлан, является историческим местом расселения представителей племени австралийских аборигенов вираджури. Традиционное название реки — Каларе.
Река впервые исследована в 1815 году Джорджем Уильямом Эвансом, который назвал её в честь Лаклана Маккуори, губернатора Нового Южного Уэльса. В 1817 году река была тщательно исследована путешественником Джоном Оксли. В первые годы европейской колонизации Нового Южного Уэльса южная часть реки носила название «река Фиш». Но после дальнейших исследований, в ходе которых выяснилось, что Фиш и Локлан являются одними и теми же реками, название Фиш перестало использоваться.
В 1870 году на реке произошло сильное наводнение: у города Каура уровень воды поднялся до 15,9 м. После 1887 года максимальная высота паводка была зарегистрирована в июне 1952 года у населённого пункта Форбс: она составила 10,8 м. В ходе наводнения было эвакуировано свыше 900 семей. Другие крупные наводнения произошли в 1891, 1916, 1951, 1956, 1961, 1974, 1976, 1993, 1998 годах.